# Your Highness (band)
Your Highness is een Belgische metalband die in 2011 ontstond in Antwerpen. De band speelde onder meer op Pukkelpop, Groezrock en Graspop Metal Meeting.
De videoclip voor het nummer Desertkater werd geregisseerd door Philippe Geubels. De band toert regelmatig buiten de landsgrens, onder andere in Spanje, Duitsland, Verenigd Koninkrijk, Frankrijk en Nederland.
In november 2019 werd een nieuw titelloos album uitgebracht. Naar aanleiding van de release van dit album, heeft de band een eigen India Pale Ale uitgebracht in samenwerking met Vleesmeester Brewery.

## Discografie
- Cult 'n cunts (2011)[8]
- Blue Devils (2012, ep)
- YH (2014, split-cd met Hedonist)
- City in ruins (2015)
- The Quietus (2016, one song-ep)[9]
- Your Highness (2019)